# Tomba di Molafà
La tomba di Molafà (o più correttamente Domus a prospetto architettonico di Molafà) è un sito archeologico preistorico situato nel comune di Sassari, in località Molafà. Si tratta di una domus de janas con prospetto architettonico, scolpito nella roccia, che ricorda la stele centrale e l'esedra delle tombe dei giganti, tanto da essere definita da alcuni una "tomba dei giganti scavata nella roccia". Questa tipologia tombale è tipica di alcune aree del sassarese mentre è sconosciuta nel resto della Sardegna, dove si hanno solamente domus de janas e tombe dei giganti di tipo classico.
Venne riutilizzata in epoca medioevale come cappella rupestre e fu oggetto di alcuni rimaneggiamenti.

## Galleria d'immagini

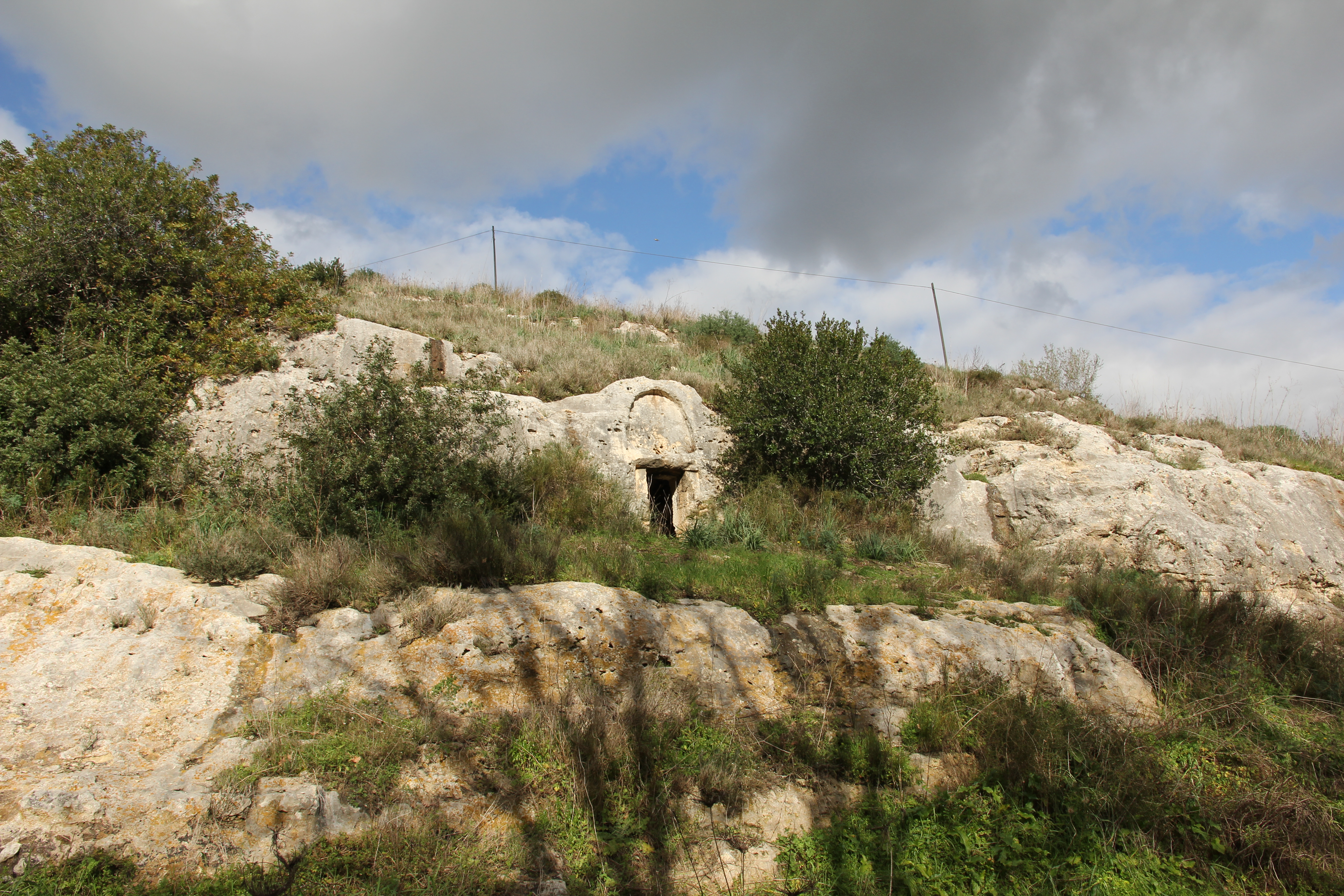
Il sito
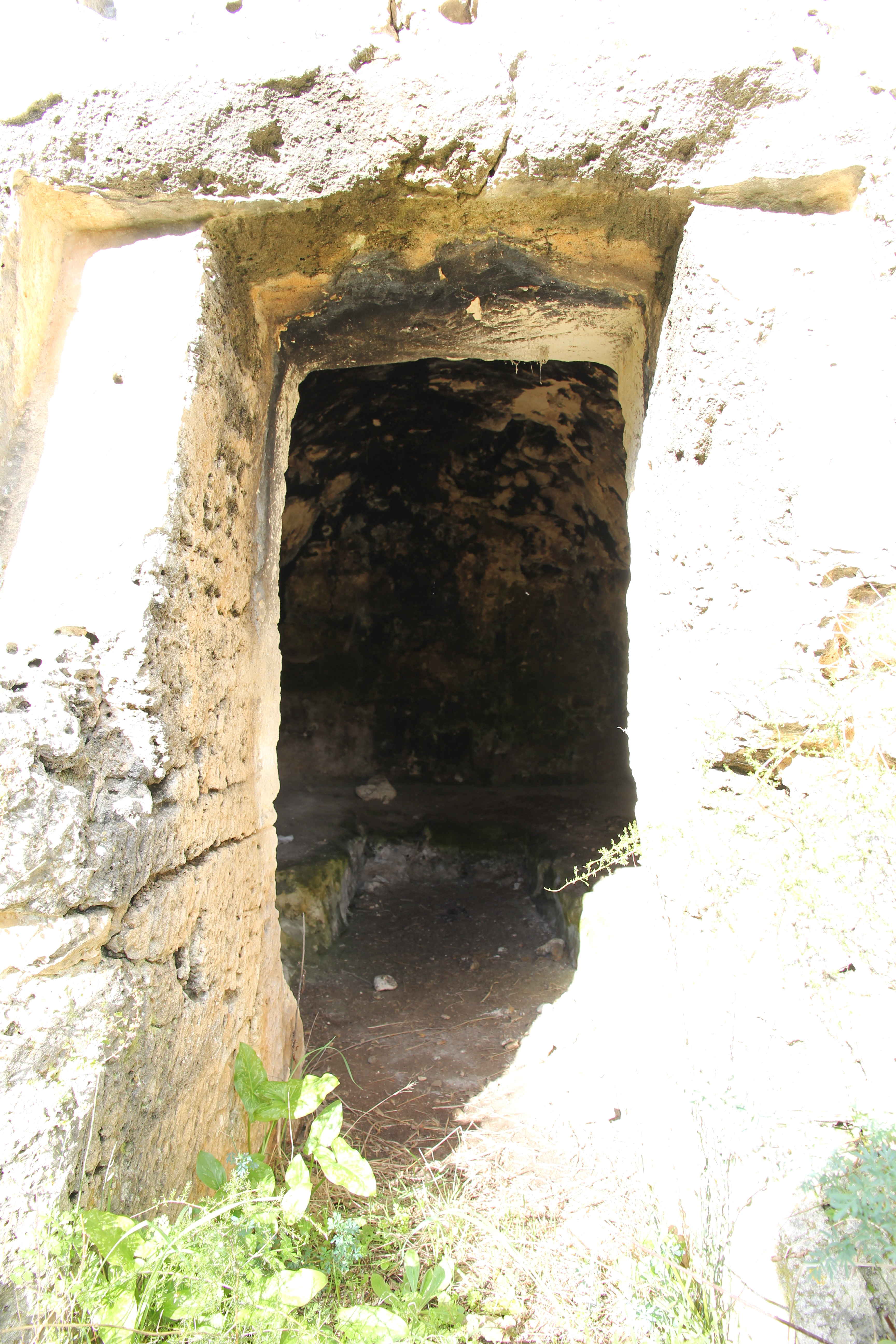
Particolare dell'ingresso
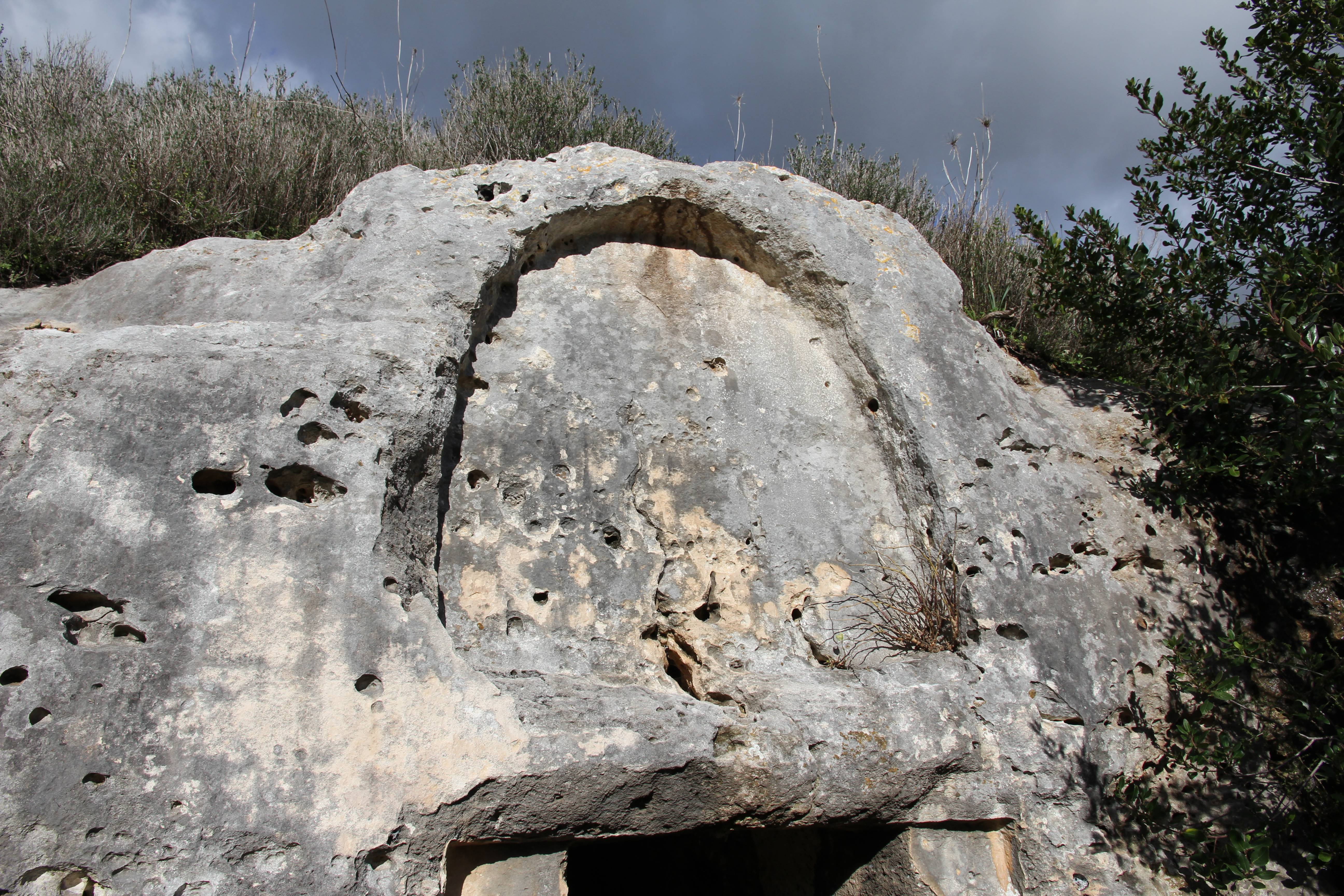
Particolare della stele
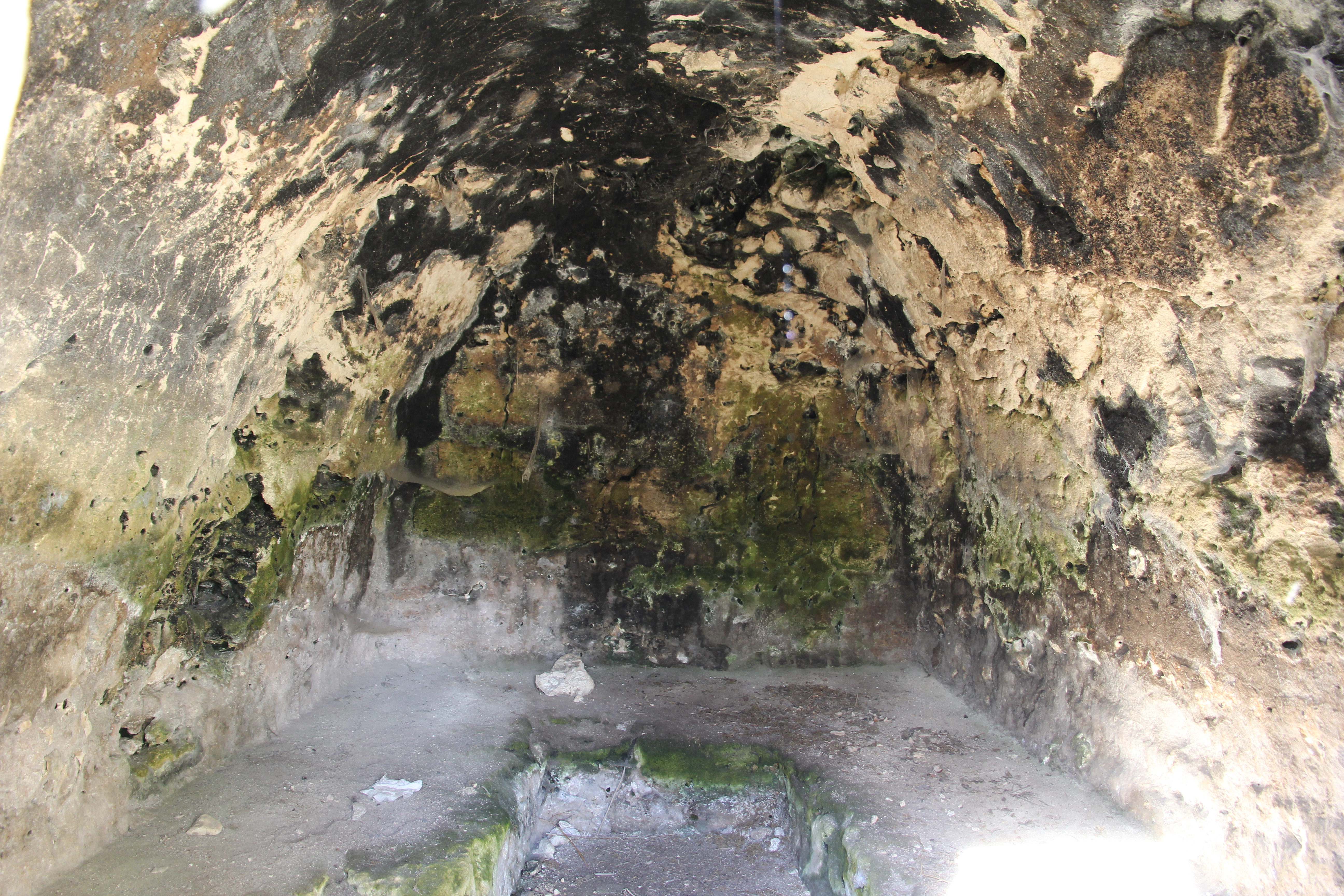
Interno